# Raw Power
Raw Power — третій студійний альбом американського рок-гурту Stooges, випущений 7 лютого 1973 року лейблом Columbia.

## Список композицій
Автор музики і слів Іггі Поп та Джеймс Вільямсон. 
| Side one | Side one                                                               | Side one   |
| #        | Назва                                                                  | Тривалість |
| -------- | ---------------------------------------------------------------------- | ---------- |
| 1.       | «Search and Destroy»                                                   | 3:29       |
| 2.       | «Gimme Danger»                                                         | 3:33       |
| 3.       | «Your Pretty Face Is Going to Hell» (початково названа «Hard to Beat») | 4:54       |
| 4.       | «Penetration»                                                          | 3:41       |

| Side two | Side two          | Side two   |
| #        | Назва             | Тривалість |
| -------- | ----------------- | ---------- |
| 1.       | «Raw Power»       | 4:16       |
| 2.       | «I Need Somebody» | 4:53       |
| 3.       | «Shake Appeal»    | 3:04       |
| 4.       | «Death Trip»      | 6:07       |

## Учасники запису
- Іггі Поп - вокал
- Джеймс Вільямсон - гітара, вокал
- Рон Ештон - бас-гітара
- Скотт Ештон - барабани